# Los Lagos (gemeente)
Los Lagos is een gemeente in de Chileense provincie Valdivia in de regio Los Ríos. Los Lagos telde 19.634 inwoners in 2017 en heeft een oppervlakte van 1791 km².